# فرت مید (مریلند)
فرت مید (به انگلیسی: Fort Meade) شهری در شهرستان آنا آروندل ایالت مریلند کشور ایالات متحده آمریکا است که جمعیت آن در سرشماری سال ۲۰۱۰ میلادی، ۹٬۳۲۷ نفر بوده‌است.